# Plac Pałacowy
Plac Pałacowy (ros. Дворцовая Площадь, Dworcowaja Płoszczad) – plac położony w samym centrum Petersburga, o powierzchni całkowitej 59 964 m². Miały tu miejsce wydarzenia o światowym znaczeniu: krwawa niedziela w 1905 roku oraz rewolucja październikowa w 1917 roku. Na samym środku placu stoi, wzniesiona w latach 1830-1834, Kolumna Aleksandrowska autorstwa Auguste de Montferranda.
W bezpośrednim sąsiedztwie znajdują się budowle o doniosłym znaczeniu: pałac Zimowy (od którego pochodzi nazwa placu) oraz gmach Sztabu Generalnego, pośrodku którego znajduje się łuk triumfalny sławiący (podobnie jak Kolumna) zwycięstwo wojsk rosyjskich nad Napoleonem w 1812 roku. 
Plac łączy Newski Prospekt z Wyspą Wasylewską, na którą prowadzi most Pałacowy.